# Saint-Rémy-du-Val
Saint-Rémy-du-Val is een gemeente in het Franse departement Sarthe (regio Pays de la Loire) en telt 514 inwoners (1999). De plaats maakt deel uit van het arrondissement Mamers.

## Geografie
De oppervlakte van Saint-Rémy-du-Val bedraagt 16,4 km², de bevolkingsdichtheid is 31,3 inwoners per km².
De onderstaande kaart toont de ligging van Saint-Rémy-du-Val met de belangrijkste infrastructuur en aangrenzende gemeenten.

## Demografie
Onderstaande figuur toont het verloop van het inwonertal (bron: INSEE-tellingen).

1. ↑  Populations de référence 2022.